# Syndrome de Roberts
Le syndrome de Roberts ou syndrome pseudothalidomide se caractérise par des malformations sévères des membres pouvant aller jusqu'à une phocomélie et une croissance insuffisante de nouveau-né. Les membres supérieurs sont plus fréquemment atteints que les membres inférieurs. Les autres anomalies des membres comprennent une oligodactylie avec une hypoplasie ou une aplasie des pouces, une syndactylie, une clinodactylie et des contractures des coudes et des genoux.
Les anomalies de la face comprennent des fentes labiales et/ou palatines, une hypoplasie de la mâchoire inférieure et d'autres anomalies incluent les yeux et les oreilles. La plupart des enfants présentent un retard mental et la mortalité est élevée.

## Sources
- (en) Miriam Gordillo, Hugo H Vega, Ethylin Wang Jabs, Roberts Syndrome In GeneTests: Medical Genetics Information Resource (database online). Copyright, University of Washington, Seattle. 1993-2006